# إدوارد ألفريد كوكاين
إدوارد ألفريد كوكاين (Edward Alfred Cockayne) (3 أكتوبر 1880 – 28 نوفمبر 1956) كان طبيبًا إنجليزيًا متخصصًا في طب الأطفال. أمضى جزء كبيرا من حياته المهنية الطبية في مستشفى جريت أورموند ستريت للأطفال المرضى في بلندن.